# مسجد کوچک خطیب
مسجد کوچک خطیب از آثار تاریخی مربوط به دوره قاجار است و در یزد، خیابان شهید رجائی، بخش قدیمی محله پشت باغ واقع شده و این اثر در تاریخ ۷ مهر ۱۳۸۱ با شمارهٔ ثبت ۶۵۴۸ به‌عنوان یکی از آثار ملی ایران به ثبت رسیده است.